# Tomasz Jeromin
Tomasz Jeromin (ur. 1956) – polski kierowca wyścigowy.

## Biografia
W 1981 roku zadebiutował w Polskiej Formule Easter, rywalizując Promotem-Rakiem 67. Zajął wówczas dziesiąte miejsce w klasyfikacji generalnej. W 1983 roku wywalczył pierwsze podium (drugie miejsce w Kielcach), a w klasyfikacji końcowej był czwarty. W 1984 roku Jeromin rozpoczął starty Promotem II. W tym samym roku zadebiutował w Pucharze Pokoju i Przyjaźni. W sezonie 1985 zdobył wicemistrzostwo Polski wyścigów górskich w klasie Formuły Polonia. W tym samym roku odniósł pierwsze zwycięstwo w wyścigowych mistrzostwach Polski, co miało miejsce na torze Kielce. W sezonie 1989 rozpoczął korzystanie z MTX 1-06. W 1997 roku uczestniczył w Pucharze Renault Mégane Coupé, natomiast w sezonie 1998 ścigał się w Pucharze Cinquecento Sporting. Następnie zakończył karierę wyścigową.
Za zasługi dla polskiego sportu motorowego został odznaczony Srebrną Odznaką Honorową PZM.

## Wyniki
| Legenda oznaczeń w tabelach wyników Wyświetl szablon na nowej stronie | Legenda oznaczeń w tabelach wyników Wyświetl szablon na nowej stronie                                                                     |
| Oznaczenie                                                            | Wyjaśnienie |
| --------------------------------------------------------------------- | --- |
| Złoty                                                                 | Zwycięzca lub mistrzostwo |
| Srebrny                                                               | 2. miejsce lub wicemistrzostwo |
| Brązowy                                                               | 3. miejsce lub II wicemistrzostwo |
| Zielony                                                               | Ukończył, punktował (w klasyfikacji generalnej, gdy zdobył co najmniej jeden punkt na przestrzeni sezonu, poza trzema powyższymi opcjami) |
| Niebieski                                                             | Ukończył, nie punktował (w klasyfikacji generalnej, gdy nie zdobył co najmniej jednego punktu na przestrzeni sezonu)                      |
| Czerwony                                                              | Nie zakwalifikował się (NZ) |
| Czerwony                                                              | Nie prekwalifikował się (NPK) |
| Różowy                                                                | Nie ukończył (NU) |
| Różowy                                                                | Niesklasyfikowany (NS) (w klasyfikacji generalnej, gdy nie został sklasyfikowany w żadnym wyścigu sezonu)                                 |
| Czarny                                                                | Zdyskwalifikowany (DK) |
| Czarny                                                                | Wykluczony (WYK/EX) |
| Biały                                                                 | Nie wystartował (NW) |
| Biały                                                                 | Kontuzjowany (K/INJ) |
| Biały                                                                 | Wyścig odwołany (OD/C) |
| Bez koloru                                                            | Został wycofany (WYC/WD) |
| Bez koloru                                                            | Nie przybył (NP/DNA) |
| Bez koloru                                                            | Nie brał udziału w treningach (NT/DNP) |
| Bez koloru                                                            | Nie został zgłoszony (–) |
| Pogrubienie                                                           | Start z pole position |
| Kursywa                                                               | Najszybsze okrążenie wyścigu |
| †                                                                     | Nie ukończył, ale jego rezultat został zaliczony ze względu na przejechanie więcej niż 90% dystansu wyścigu.                              |
| *                                                                     | Sezon w trakcie |
| 1/2/3                                                                 | Punktowana pozycja w sprincie kwalifikacyjnym                                                                                             |
| Lista systemów punktacji Formuły 1                                    | |

### Puchar Pokoju i Przyjaźni
| Rok  | Samochód  | Silnik | Wyniki w poszczególnych eliminacjach | Wyniki w poszczególnych eliminacjach | Wyniki w poszczególnych eliminacjach | Wyniki w poszczególnych eliminacjach | Wyniki w poszczególnych eliminacjach | Wyniki w poszczególnych eliminacjach | Pkt. | Msc. |
| ---- | --------- | ------ | ------------------------------------ | ------------------------------------ | ------------------------------------ | ------------------------------------ | ------------------------------------ | ------------------------------------ | ---- | ---- |
| 1984 |           |        | Czechosłowacja                       | Polska                               |                                      |                                      |                                      |                                      | 30   | 36   |
| 1984 | Promot II | Łada   | -                                    | NS                                   | 15                                   | -                                    | -                                    | -                                    | 30   | 36   |
| 1990 |           |        | Polska                               | Czechosłowacja                       |                                      |                                      |                                      |                                      | 0    | NS   |
| 1990 | MTX 1-06  | Łada   | NU                                   | -                                    | -                                    | -                                    |                                      |                                      | 0    | NS   |

### Polska Formuła Easter
| Rok  | Zespół                      | Samochód      | Silnik | Wyniki w poszczególnych eliminacjach | Wyniki w poszczególnych eliminacjach | Wyniki w poszczególnych eliminacjach | Wyniki w poszczególnych eliminacjach | Wyniki w poszczególnych eliminacjach | Wyniki w poszczególnych eliminacjach | Pkt. | Msc. |
| ---- | --------------------------- | ------------- | ------ | ------------------------------------ | ------------------------------------ | ------------------------------------ | ------------------------------------ | ------------------------------------ | ------------------------------------ | ---- | ---- |
| 1981 |                             |               |        | Polska                               | Polska                               | Polska                               | Polska                               | Polska                               |                                      | 110  | 10   |
| 1981 | Automobilklub Radomski      | Promot-Rak 67 | Łada   | -                                    | 8                                    | 10                                   | NU                                   | 7                                    |                                      | 110  | 10   |
| 1982 |                             |               |        | Polska                               | Polska                               | Polska                               | Polska                               |                                      |                                      | 110  | 8    |
| 1982 | Automobilklub Świętokrzyski | Promot-Rak 67 | Łada   | ?                                    | ?                                    | NU                                   | 9                                    |                                      |                                      | 110  | 8    |
| 1983 |                             |               |        | Polska                               | Polska                               | Polska                               | Polska                               | Polska                               |                                      | 161  | 4    |
| 1983 | Automobilklub Świętokrzyski | Promot-Rak 67 | Łada   | -                                    | 4                                    | 11                                   | 5                                    | 2                                    |                                      | 161  | 4    |
| 1984 |                             |               |        | Polska                               | Polska                               | Polska                               | Polska                               | Polska                               |                                      | 117  | 10   |
| 1984 | Automobilklub Świętokrzyski | Promot II     | Łada   | 5                                    | 5                                    | 8                                    | NU                                   | -                                    |                                      | 117  | 10   |
| 1985 |                             |               |        | Polska                               | Polska                               | Polska                               | Polska                               | Polska                               |                                      | 126  | 9    |
| 1985 | Automobilklub Świętokrzyski | Promot II     | Łada   | NU                                   | 1                                    | DK                                   | 8                                    | 7                                    |                                      | 126  | 9    |
| 1986 |                             |               |        | Polska                               | Polska                               | Polska                               | Polska                               | Polska                               |                                      | 75   | 22   |
| 1986 | Automobilklub Świętokrzyski | Promot II     | Łada   | 6                                    | -                                    | -                                    | NU                                   | 9                                    |                                      | 75   | 22   |
| 1987 |                             |               |        | Polska                               | Polska                               | Polska                               | Polska                               | Polska                               |                                      | 59   | 27   |
| 1987 | Automobilklub Świętokrzyski | Promot II     | Łada   | NU                                   | 15                                   | 16                                   | -                                    | -                                    |                                      | 59   | 27   |
| 1988 |                             |               |        | Polska                               | Polska                               | Polska                               | Polska                               | Polska                               |                                      | 75   | 14   |
| 1988 | Automobilklub Świętokrzyski | Promot II     | Łada   | 9                                    | 6                                    | NU                                   | NU                                   | NU                                   |                                      | 75   | 14   |
| 1989 |                             |               |        | Polska                               | Polska                               | Polska                               | Polska                               | Polska                               |                                      | 43   | 5    |
| 1989 | Automobilklub Świętokrzyski | MTX 1-06      | Łada   | NU                                   | NW                                   | 4                                    | 3                                    | 7                                    |                                      | 43   | 5    |
| 1990 |                             |               |        | Polska                               | Polska                               | Polska                               | Polska                               | Polska                               | Polska                               | 32   | 9    |
| 1990 | Automobilklub Świętokrzyski | MTX 1-06      | Łada   | NU                                   | 5                                    | NU                                   | 3                                    | NU                                   | NU                                   | 32   | 9    |
| 1991 |                             |               |        | Polska                               | Polska                               | Polska                               | Polska                               | Polska                               | Polska                               | 60   | 6    |
| 1991 | Automobilklub Radomski      | MTX 1-06      | Łada   | 6                                    | 5                                    | 5                                    | NU                                   | 6                                    | 19                                   | 60   | 6    |
| 1992 |                             |               |        | Polska                               | Polska                               | Polska                               | Polska                               | Polska                               | Polska                               | 64   | 4    |
| 1992 | Automobilklub Świętokrzyski | MTX 1-06      | Łada   | ?                                    | ?                                    | 5                                    | ?                                    | 2                                    | 2                                    | 64   | 4    |
| 1993 |                             |               |        | Polska                               | Polska                               | Polska                               | Polska                               | Polska                               | Polska                               | 43   | 8    |
| 1993 | Automobilklub Radomski      | MTX 1-06      | Łada   | 8                                    | 13                                   | 6                                    | NW                                   | -                                    | 2                                    | 43   | 8    |
| 1994 |                             |               |        | Polska                               | Polska                               | Polska                               | Polska                               | Polska                               | Polska                               | 8    | 17   |
| 1994 | Automobilklub Wielkopolski  |               |        | 9                                    | 6                                    | -                                    | -                                    | -                                    | -                                    | 8    | 17   |

### Polska Formuła Mondial
| Rok  | Zespół                      | Samochód | Silnik | Wyniki w poszczególnych eliminacjach | Wyniki w poszczególnych eliminacjach | Wyniki w poszczególnych eliminacjach | Wyniki w poszczególnych eliminacjach | Wyniki w poszczególnych eliminacjach | Wyniki w poszczególnych eliminacjach | Pkt. | Msc. |
| ---- | --------------------------- | -------- | ------ | ------------------------------------ | ------------------------------------ | ------------------------------------ | ------------------------------------ | ------------------------------------ | ------------------------------------ | ---- | ---- |
| 1989 |                             |          |        | Polska                               | Polska                               | Polska                               | Polska                               | Polska                               |                                      | 35   | 8    |
| 1989 | Automobilklub Świętokrzyski | MTX 1-06 | Łada   | NU                                   | 9                                    | 6                                    | 5                                    | NU                                   |                                      | 35   | 8    |
| 1990 |                             |          |        | Polska                               | Polska                               | Polska                               | Polska                               | Polska                               | Polska                               | 0    | NS   |
| 1990 | Automobilklub Świętokrzyski | MTX 1-06 | Łada   | -                                    | NU                                   | -                                    | -                                    | -                                    | -                                    | 0    | NS   |